# Коркос
Коркос (ісп. Corcos) — муніципалітет в Іспанії, у складі автономної спільноти Кастилія-і-Леон, у провінції Вальядолід. Населення — 238 осіб (2010).
Муніципалітет розташований на відстані близько 170 км на північний захід від Мадрида, 16 км на північ від Вальядоліда.
На території муніципалітету розташовані такі населені пункти: (дані про населення за 2010 рік)
- Агіларехо: 14 осіб
- Коркос: 224 особи

## Демографія
Динаміка населення (INE ):